# Estakhri

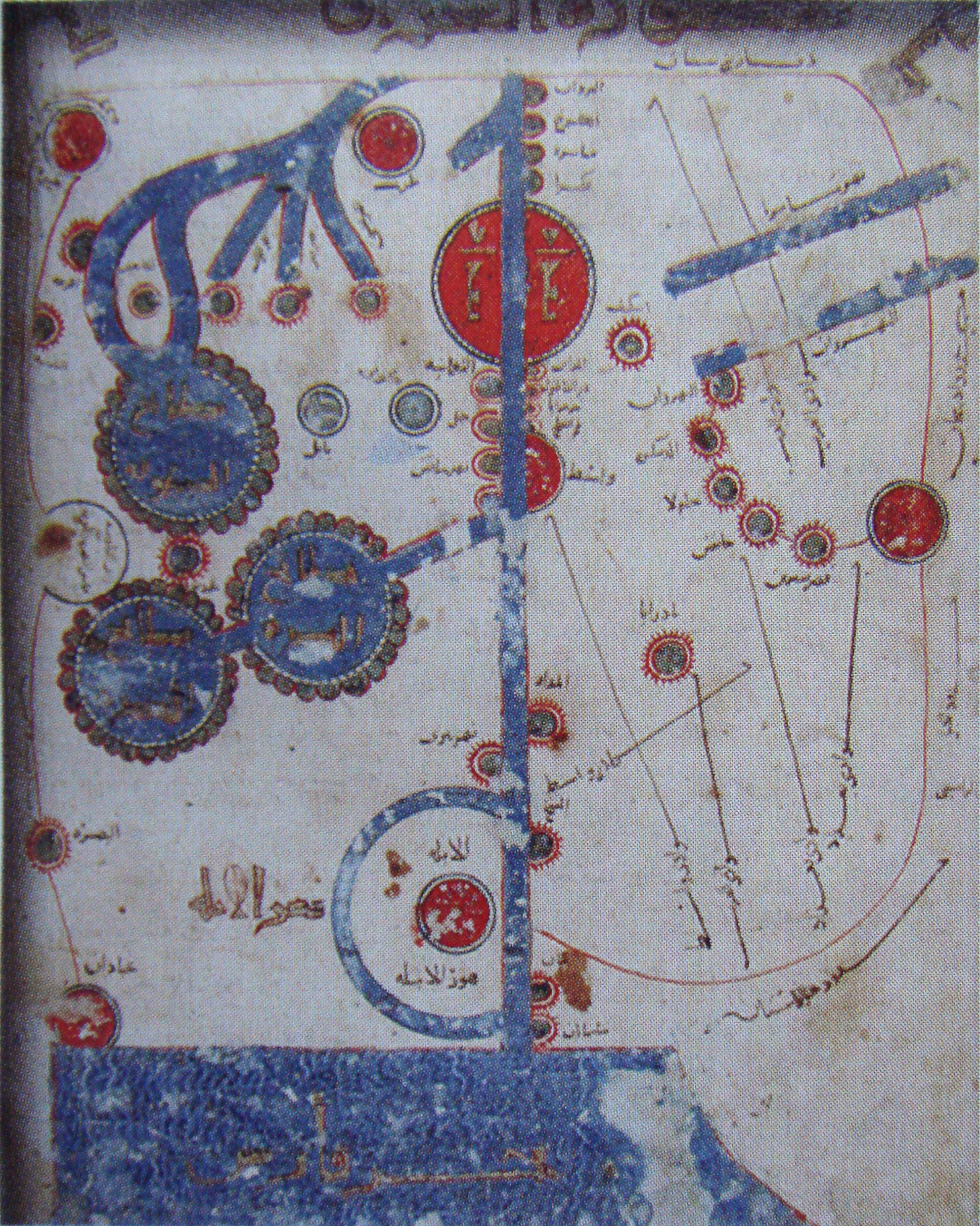
Estakhri karta, från "Boken om vägar och riken".

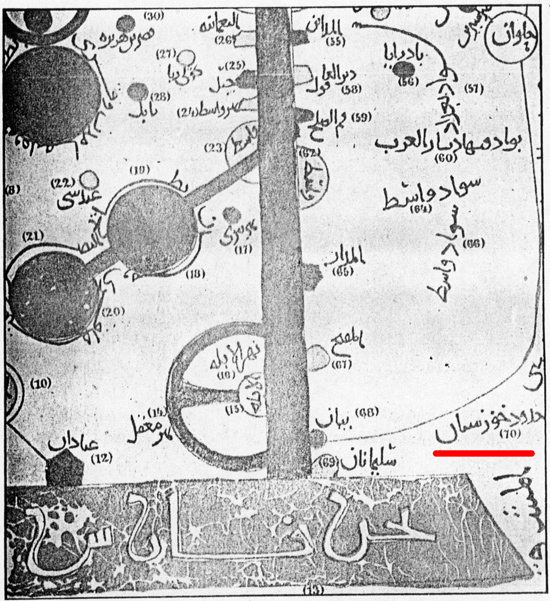
En karta av honom med texten Al-aqalim.

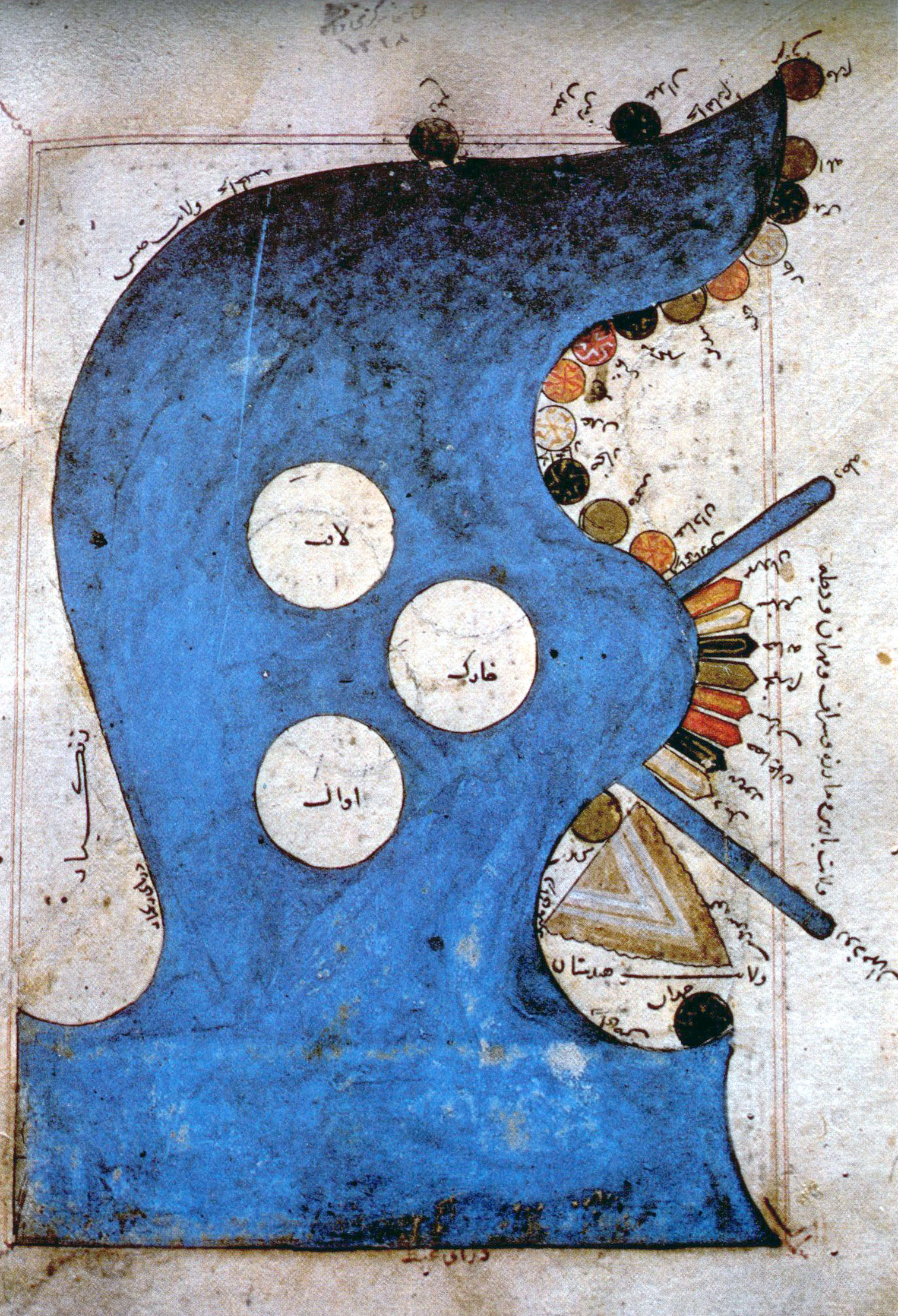
Karta över persiska viken av Estakhri.

Abu Ishaq Ibrahim ibn Muhammad al-Farisi al Istakhri (även Estakhri, persiska: استخری, att han kom från Istakhr (i Fars, nuvarande Iran)) var en persisk upptäckare och geograf som levde på 900-talet. Han växte upp i Persepolis. 
Han ritade kartor över Persiska viken, delar av indiska oceanen och kusten kring Medelhavet (vid Maghreb) och ut mot Atlanten, jämte olika landområden däromkring. 